# Sphecosoma aurantiipes
Sphecosoma aurantiipes là một loài bướm đêm thuộc phân họ Arctiinae, họ Erebidae.